# Institut français du Vietnam
L' Institut français du Vietnam fait partie du réseau mondial des instituts français (IF). L'antenne principale est située à Hanoï, la capitale du pays. Elle est accompagnée de 3 antennes locales à Hô Chi Minh-Ville, Hué et Da Nang.

## Historique
L'Institut français du Vietnam tient ses origines de la création en 1991 d'une Alliance française, devenue centre culturel français en 1993 sous la même appellation. Dans les années 2000, le centre déménage dans une ancienne imprimerie de 5 étages construite au début du XXe siècle du district de Hoàn Kiêm, 
C’est en avril 2011 qu’il prend officiellement l’appellation d’Institut français du Viêt Nam, dans le cadre d’une réforme mondiale du réseau culturel et de coopération du Ministère français des Affaires étrangères et européennes initiée par la loi du 27 juillet 2010, en remplacement des activités culturelles françaises qui étaient jusque-là réunies au sein de l'association Culturesfrance.
Cette réorganisation a apporté une meilleure unité et une plus grande simplicité de gestion. Les services de coopération universitaire, éducative, linguistique et culturelle de l’Ambassade de France ont ainsi fusionné pour devenir l’Institut français du Vietnam. Ils entretiennent des liens étroits avec le Consulat général ainsi que le bureau de l'Alliance française du pays et les autorités nationales et locales.

## Rôle éducatif
Le but premier de l'Institut est de proposer des cours, formations et examens de français à un public aussi large que possible. Cependant, l'IF propose principalement des activités culturelles autour de la langue française bien qu'il soit aussi accrédité pour faire passer et délivrer différentes certifications internationales, comme: le DELF, le DALF, le TCF, le DELF Prim, le DELF Junior, et le TCF Québec.

## Activités culturelles
Le centre culturel de l'institut participe à la scène culturelle locale, en créant des centaines d'évènements annuels à visée nationale, régionale ou locale, selon les projets.

## Autres activités
L'Institut Français du Vietnam tient également un rôle de facilitateur dans la coopération multilatérale entre la France et le Viêt Nam, notamment en sciences. En 2016, le Service de coopération et d'action culturelle a lancé son premier appel à projets scientifique, entre les deux pays. Ce programme vise à promouvoir les nouvelles coopérations scientifiques, à travers un soutien à la mobilité des chercheurs français et vietnamiens, un soutien aux actions de communication (publication dans des revues scientifiques, participation à des colloques) ou à un appui logistique (prise en charge de frais d’enquête de terrain, de services de traduction).
Destinée aux établissements d’enseignement supérieur et instituts de recherche français, cette démarche est ouverte pour tous les domaines scientifiques, sans restriction.

## Instituts

### Hanoï
L’Institut français de Hanoï, aussi appelé l'Espace, ou Espace Hoàn Kiêm, est situé au cœur de la ville, à deux pas de l’Opéra de Hanoï. C'est l'Institut Français principal dans le Nord du Vietnam et un centre de formation en langue française majeur dans la ville, ainsi qu’un des principaux acteurs de la vie culturelle et artistique hanoïenne.
Ce centre culturel offre plusieurs services ouverts au public :
- « la scène de L’Espace », salle de spectacle rénovée en 2015 et équipée pour projection en DCP, où sont organisés chaque année plusieurs dizaines de concerts, séances de cinéma, conférences, rencontres-débats, lectures et pièces de théâtre ;
- un département de langue française qui propose un cursus de formation de niveau élémentaire, intermédiaire et avancé, ainsi qu’un service des examens et traductions (depuis 2016) ;
- une médiathèque ;
- un Espace Expositions consacré à la création contemporaine ;
- un Espace CampusFrance, destiné aux étudiants souhaitant partir en France ;
- un espace café/restauration ;
- un service livre et écrit ;
- un service audiovisuel.

### Espace Hà Dông
L'Espace Hà Dông est une annexe de l'IF de Hanoï, inaugurée le 6 avril 2018. Elle est accueillie par l'université d'architecture de Hanoï (Trường Đại học Kiến trúc Hà Nội) au sein d'un espace de 300 m2 et a pour but de produire, à terme, les mêmes services que l'Espace Hoàn Kiêm.

### Danang
L'Institut Français de Danang a été créé en 1992 par l'Ambassade de France au Vietnam.
Il propose des cours de français et des activités culturelles (expositions, concerts, films...).
Il dispose d'une médiathèque (riche de plus de 7 000 documents) et d'un relais de Campus France (pour la mobilité des étudiants).

### Hô Chi Minh-Ville

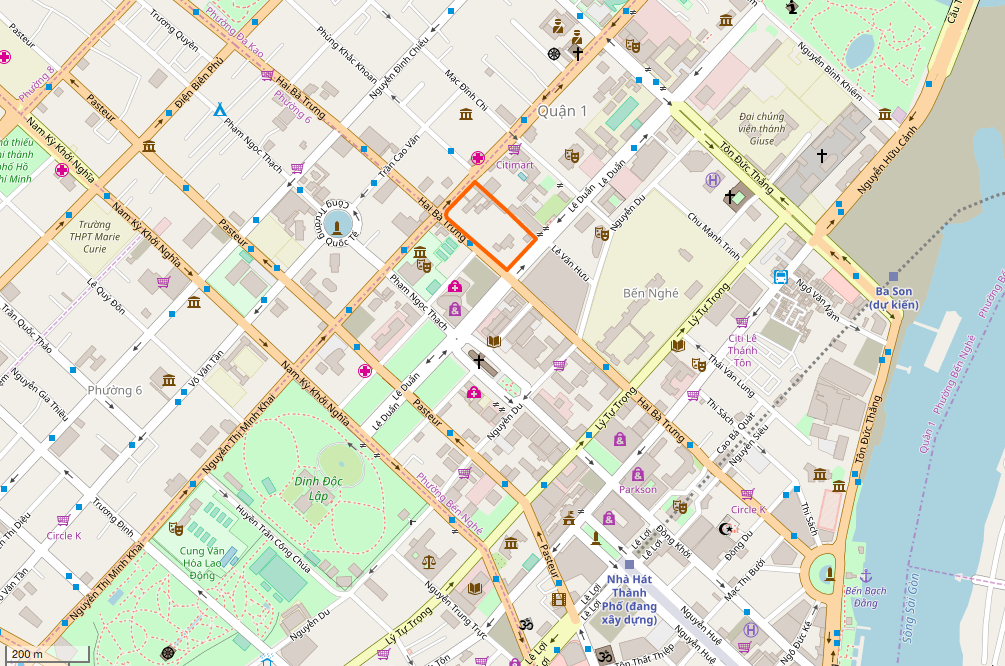
L'IF et l'Ambassade de France d'Ho Chi Minh (encadré orange) sur OpenStreetMap

L’Institut français de Hô Chi Minh-Ville est le plus ancien institut français au Vietnam, ayant repris les activités de l'ancien Institut Français de Saïgon après la guerre du Viêt Nam
C'est le plus gros centre culturel francophone dans le Sud du Vietnam. Il est divisé en trois bâtiments comportant des missions différentes : 
- L’Institut d’échanges culturels avec la France (IDECAF) a été créé en 1982 par accord intergouvernemental franco-vietnamien, en reprenant les bâtiments de l’Institut français de Saïgon ;
- Le Consulat général de France accueille le public des services de séjours linguistiques et de traduction ;
- l’immeuble de logement consulaire accueille ses résidences d’artistes.

Son bureau principal est hébergé dans les locaux du consulat de France à Ho Chi Minh, situé au no 27 de la rue Nguyen Thi Minh Khai, Q.1 (voir carte).

### Hué
L'Institut Français de Danang a été créé en 1991 par l'Ambassade de France au Vietnam.

#### Établissements scolaires français au Vietnam
- Lycée français Alexandre-Yersin (Hanoï)
- Lycée français international Marguerite-Duras (Hô Chi Minh-Ville)
- Lycée d'élite Le Hong Phong (Hô Chi Minh-Ville), ancien lycée Petrus Trương Vĩnh Ký
- Lycée Albert-Sarraut de Hanoï (1919-1965)

#### Autres
- Liste d'établissements scolaires français en Asie (dont Vietnam)